# Hämeenlinna
Hämeenlinna em finlandês ou Tavastehus em sueco (segundo idioma oficial da Finlândia), é a capital da região administrativa da Finlândia Meridional (finlandës: Etelä-Suomen aluehallintovirasto; sueco: Regionförvaltningsverket i Södra Finland) e conta com 68 014  habitantes (2016).

Está situada a 100 km a norte de Helsinki, a capital finlandesa, e a 73 km a sul de Tampere, a segunda cidade do país. A cidade deve seu nome ao castelo (em finlandês linna) que data do século XIII. Hämeenlinna foi a primeira localidade finlandesa situada no interior do país que conseguiu, em 1639, a categoria de cidade.